# Вильпен, Доминик де
Доминик Мари Франсуа Рене Галузо де Вильпен (фр. Dominique Marie François René Galouzeau de Villepin; род. 14 ноября 1953, Рабат, Французское Марокко) — французский государственный, политический деятель и дипломат, премьер-министр Французской республики с 31 мая 2005 по 15 мая 2007 года, представитель партии «Союз за президентское большинство Франции» (UMP). 19 июня 2010 года возглавил собственное политическое движение — «Солидарная республика» (фр. République solidaire, RS).

## Отец
Отец — политик и дипломат, Ксавье де Вильпен. Во время рождения сына Ксавье де Вильпен работал в Марокко — в то время протекторате Франции. Затем де Вильпен-старший был французским дипломатом в Венесуэле (вместе с ним, будучи ребёнком, там жил и де Вильпен-младший), затем дипломатом в США. В 1986 году отец де Вильпена был избран в Сенат Франции, где с 1993 года возглавлял комиссию по международным делам, обороне и вооружённым силам. Отказался от этого поста в 2002 году (сохранив пост сенатора до 2004 года) после назначения сына главой МИДа, сочтя неприемлемым курировать поле его деятельности.

## Юность и образование
В мае 1968 года в возрасте 15 лет, когда Доминик де Вильпен учился во французском колледже в Каракасе в Венесуэле, он был единственным учеником школы, объявившим забастовку солидарности с революционными студентами Парижа. Затем переезжает жить во Францию, заканчивает школу в Тулузе, а затем Институт политических наук, одновременно учась на факультете права. Своё образование он завершает в Национальной школе администрации ENA.

## Дипломатическая и административная карьера
В 1977 году вступил в голлистскую партию. Военную службу провёл в качестве младшего офицера на авианосце «Клемансо» — самом большом боевом корабле Франции.
Работал в секретариате МИДа. С 1984 года — первый секретарь французского посольства в США, затем глава пресс-службы посольства. Позднее был первым советником посольства в Индии.
По возвращении на родину в 1993 году возглавляет секретариат министра иностранных дел Алена Жюппе. В мае 1995 года с подачи Жюппе Жак Ширак назначает де Вильпена генеральным секретарём Елисейского дворца, то есть главой президентской администрации. Де Вильпен занимает этот ключевой пост семь лет. Ширак, не имеющий собственных сыновей, воспринимает его как своего приемного сына. Де Вильпен отвечает Шираку личной преданностью.

## Министр и премьер
До назначения премьером занимал пост министра иностранных дел (2002—2004, протестовал против войны в Ираке) и министра внутренних дел (2004—2005; предшественником и преемником его на этом посту был Николя Саркози, отношения с которым у премьера носили сложный характер, хотя они и представляли одну партию). Среди французских высокопоставленных политиков всех времён кадровый дипломат Вильпен примечателен тем, что никогда не занимал никакого выборного поста и даже не баллотировался: на все посты его только назначали.
Возглавил правительство после того, как французы проголосовали на референдуме против конституции объединённой Европы. В своей программной речи заявил, что провал референдума по конституции ЕС не означает, что Франция отказывается от идеи единой Европы. Представил программу действий нового правительства в экономической сфере: пообещал снизить безработицу, которая достигла 10 процентов, и назначить дополнительные выплаты в размере 1 тысячи евро тем французам, кто остаётся без работы более года. Кроме того, де Вильпен заявил о намерении сократить налог с фонда заработной платы.
В ноябре 2005 года, после волнений иммигрантов, выступил с инициативой ужесточения иммиграционной политики. В качестве мер по ужесточению этого контроля французское правительство предложило увеличить сроки рассмотрения вопросов о предоставлении гражданства лицам, являющимися супругами французских граждан. Кроме того, предполагалось сделать более тщательным отбор иностранных студентов, приглашаемых в страну, и членов семей иностранных рабочих, уже находящихся во Франции.
Во время «иммигрантского» кризиса 52 % респондентов выразили доверие премьер-министру (результаты опроса были опубликованы в газете Journal du Dimanche).
В 2006 году его правительство инициировало введение «контракта первого найма». Он рассчитан на молодежь до 26 лет и имеет сокращённые социальные гарантии, включая право работодателя уволить работника в течение первых двух лет без объяснения причин и традиционного для Франции специального разбирательства в суде по вопросам занятости. Против этого нововведения выступили студенческие активисты и оппозиционная Социалистическая партия. К протестующим присоединились профсоюзы. В результате длительного противостояния между правительством и обществом, сопровождавшегося массовыми акциями протеста, власть пошла на уступки, принципиально изменив уже проведённый через парламент закон. Его новая редакция предусматривает, что государство будет оказывать финансовую помощь работодателям, нанимающим работников в возрасте от 16 до 25 лет, а также в течение первого года работы молодым работникам будет выплачиваться ежемесячное пособие в размере 400 евро. Новый законопроект обойдётся французскому правительству в 150 млн евро в 2006 году.
Эти события существенно отразились на популярности де Вильпена, который сделал серьёзную ставку на этот закон в первоначальном варианте: в апреле 2006 года его работу на посту премьера одобряли лишь 24 % респондентов. Это обстоятельство сделало невозможным выдвижение его кандидатуры на президентских выборах 2007 года.
15 мая 2007 правительство Доминика де Вильпена подало в отставку, которую принял президент Ширак накануне передачи власти новоизбранному главе государства Саркози.

## Писатель и поэт
Автор нескольких книг, вызвавших широкий читательский интерес. Наиболее известная его работа — «Сто дней Наполеона Бонапарта, или Дух самоотречения» — переведена на русский язык и в январе 2004 года вышла в Москве, для её презентации де Вильпен лично приезжал в Россию, где выступил с рядом лекций. Бестселлером стала и книга «Крик горгульи» — политико-философское эссе, вышедшее в свет в мае 2002 года после победы Жака Ширака на выборах. (Горгульями называют во Франции типичные для архитектуры средневековых готических соборов каменные водостоки на кромке крыш, заканчивающиеся головами уродливых химер, через разинутые пасти которых льется дождевая вода.) В ней автор — большой поклонник Наполеона — обратился к судьбе Франции, её исторической миссии, отношениям между властью и обществом в современной Франции. Плодовитый литератор: его перу принадлежат стихотворные сборники и многочисленные эссе исторического и философского свойства.
Среди людей, которых он считает для себя моделями для делания жизни, назвал 29-летнего графа де Лабедуайера, расстрелянного за переход на сторону Наполеона в 1815 году, поэта-сюрреалиста Жан-Пьера Дюпре и Роже Бернара, расстрелянного немцами.

## После отставки с поста премьера
В июле 2007 года в отношении Доминика де Вильпена было начато расследование по обвинению в «соучастии в ложном доносе» (в попытке клеветы на Николя Саркози) перед президентскими выборами. Ранее, в 2006 французские следователи выявили поддельный список французских чиновников, которые якобы держали счета в клиринговой компании Clearstream. В списке значилось и имя тогдашнего главы министра внутренних дел Саркози. Де Вильпен отрицал все обвинения в свой адрес. Прокурор потребовал назначить ему наказание в виде штрафа €45 тыс. и условного заключения сроком на 18 месяцев. Но Парижский исправительный суд признал его невиновным.
В марте 2010 года, принимая во внимание чрезвычайно низкий рейтинг Николя Саркози и сокрушительную неудачу его партии во время региональных выборов в марте 2010 года, Де Вильпен приступил к организации своей собственной политической партии, отдельной от правящего Союза за народное движение.

## Семья
Женат, имеет троих детей — сына Артура и двух дочерей — Марию и Викторию.

## Награды
- Кавалер Большого Креста ордена «За заслуги» (Франция)
- Великий офицер ордена Великого князя Литовского Гядиминаса (10 декабря 1998 года)[9]
- Великий офицер ордена «За заслуги перед Литвой» (21 апреля 2004 года)[10]
- Орден «Трудовая слава» (1 сентября 1998 года, Молдавия) — в знак высокого признания особых заслуг в развитии и укреплении отношений дружбы и сотрудничества между Республикой Молдова и Французской Республикой[11]
- Орден «Мадарский всадник» I степени (9 января 1995 года, Болгария)[12]